# Bob Gibbs
Robert Brian Gibbs, detto Bob (Peru, 14 giugno 1954), è un politico statunitense, membro della Camera dei Rappresentanti per lo stato dell'Ohio dal 2011 al 2023.

## Biografia
Nato nell'Indiana, Gibbs si trasferì a Cleveland da bambino e dopo gli studi divenne agricoltore.
Dopo molti anni, Gibbs entrò in politica con il Partito Repubblicano e nel 2002 venne eletto all'interno della legislatura statale dell'Ohio, dove rimase fino al 2010. In quell'anno infatti si candidò alla Camera dei Rappresentanti e riuscì a farsi eleggere sconfiggendo il deputato democratico in carica Zack Space.
Due anni dopo il suo distretto venne abolito e Gibbs si candidò per un'altra circoscrizione, riuscendo comunque a farsi riconfermare dagli elettori.
Si ritirerà dalla Camera dei rappresentanti alla fine del 117º Congresso americano.